# Dodge Mirada
De Dodge Mirada was een coupé van het Amerikaanse automerk Dodge. Het model verving in 1980 de Dodge Magnum en werd al in de zomer van 1983 opgevolgd door de Dodge 600. In die tijd werden slechts iets minder dan 53.000 exemplaren gebouwd.
De Mirada werd op de markt gebracht als een sportieve luxecoupé. Om het sportieve te onderstrepen werd hij ook in de racerij ingezet, maar met weinig succes.
Het model kwam ook niet in de beste periode. Moederconcern Chrysler stond op de rand van het faillissement, na verschillende oliecrises waren achterwielaangedreven auto's als de Mirada passé en de voorgaande jaren had Chrysler met ernstige kwaliteitsproblemen te kampen gehad.

## Technisch
De Mirada werd met drie motoren gelanceerd:
- Een 3,7 l 6-in-lijn van 90 pk. Vanaf 1981 verminderde het vermogen tot 85 pk. Deze was de standaardmotor.
- Een 5,2 l V8 van 120 pk. Na 1980 had deze krachtbron 130 pk.
- Een 5,9 l V8 van 185 pk die enkel in de CMX-versie beschikbaar was en na 1980 werd geschrapt.

Alle motoren waren aan een automatische drieversnellingsbak gekoppeld.

## Productie
- 1980: 27.165
  - Mirada S: 1468
  - Mirada CMX: 5384
- 1981: 11.899
  - Mirada CMX: 1683
- 1982: 6818
  - Mirada CMX: 1474
- 1983: 5597
  - Mirada CMX: 1841
- Totaal: 52.947